# Allée des Dames
Ne doit pas être confondu avec Route des Dames.
L'allée des Dames est une voie située dans le 16e arrondissement de Paris, en France.